# افزر
افزر (بالفارسية: افزر) هي إحدى مدن محافظة فارس في إيران. تقع هذه المدينة في قسم أفزر التابع لمقاطعتي قير وكرزين ويبلغ عدد سكانها بـ 2,243 نسمة .